# مهدی جلالی
مهدی جلالی از نخستین ایرانیانی بود که به تحصیل علم روان‌شناسی همت گماشت. او بر اهمیت پرورش کودکان تأکید زیادی داشت و آثاری را در این زمینه تدوین و تهیه کرد.

## زندگی‌نامه
مهدی جلالی در سال ۱۲۸۷ در تهران به دنیا آمد. بعد از پایان دورهٔ دبیرستان وارد دانشسرای عالی شد و تحصیلات کارشناسی خود را در رشتهٔ تاریخ و جغرافیا به پایان رساند. در سال ۱۳۱۲ به آمریکا رفت و موفق به کسب کارشناسی ارشد روان‌شناسی پرورشی و روان‌شناسی کودکان از دانشگاه کلمبیا شد. مهدی جلالی دورهٔ دکترا را در رشتهٔ روان‌شناسی در دانشگاه پیتسبورگ پنسیلوانیا گذراند و پس از اتمام این دوره در سال ۱۳۱۷ به ایران برگشت و کار خود را به عنوان عضو هیئت علمی در دانشسرای عالی و دانشگاه تهران شروع کرد و از زمان بازنشستگی در دانشگاه تهران مشغول تدریس و تحقیق بود. وی در سال ۱۳۶۵ در تهران چشم از دنیا فروبست.

## آثار
- روان‌شناسی کودک (چاپ اول ۱۳۲۲): در این کتاب بیشتر اصول عمدهٔ روان‌شناسی کودک مورد بحث قرار گرفته و هر جا که مناسب بوده است از جنبه‌های عملی و تربیتی سخن گفته شده است. این کتاب شامل مطالب زیر است: مسائل و روش‌های روان‌شناسی علمی و روان‌شناسی کودک ، پایه و اساس توارث ، رشد بدن و سلسلهٔ اعصاب در دوره جنینی ، رشد و عمل عضوهای حسی ، حرکات پیش از تولد کودک ، کودک هنگام تولد ، رشد جسمی و حرکات بدنی در دورهٔ پیش از تکلم ، رفتار و حرکات عاطفی در دوران طفولیت و کودکی ، رفتار اجتماعی کودک ، دورهٔ پیش از آموزشگاه ، رفتار اجتماعی و عاطفی پیش از آموزشگاه ، محرک‌های کودک ، شخصیت کودک [۴][۵]
- مقدمهٔ روان‌شناسی [۶]
- روان‌شناسی پرورشی
- روان‌شناسی برای زیستن[۷]